# Таверне (Мачерата)
Таверне је насеље у Италији у округу Мачерата, региону Марке.
Према процени из 2011. у насељу је живело 114 становника. Насеље се налази на надморској висини од 759 м.